# Víctor Hugo Peña

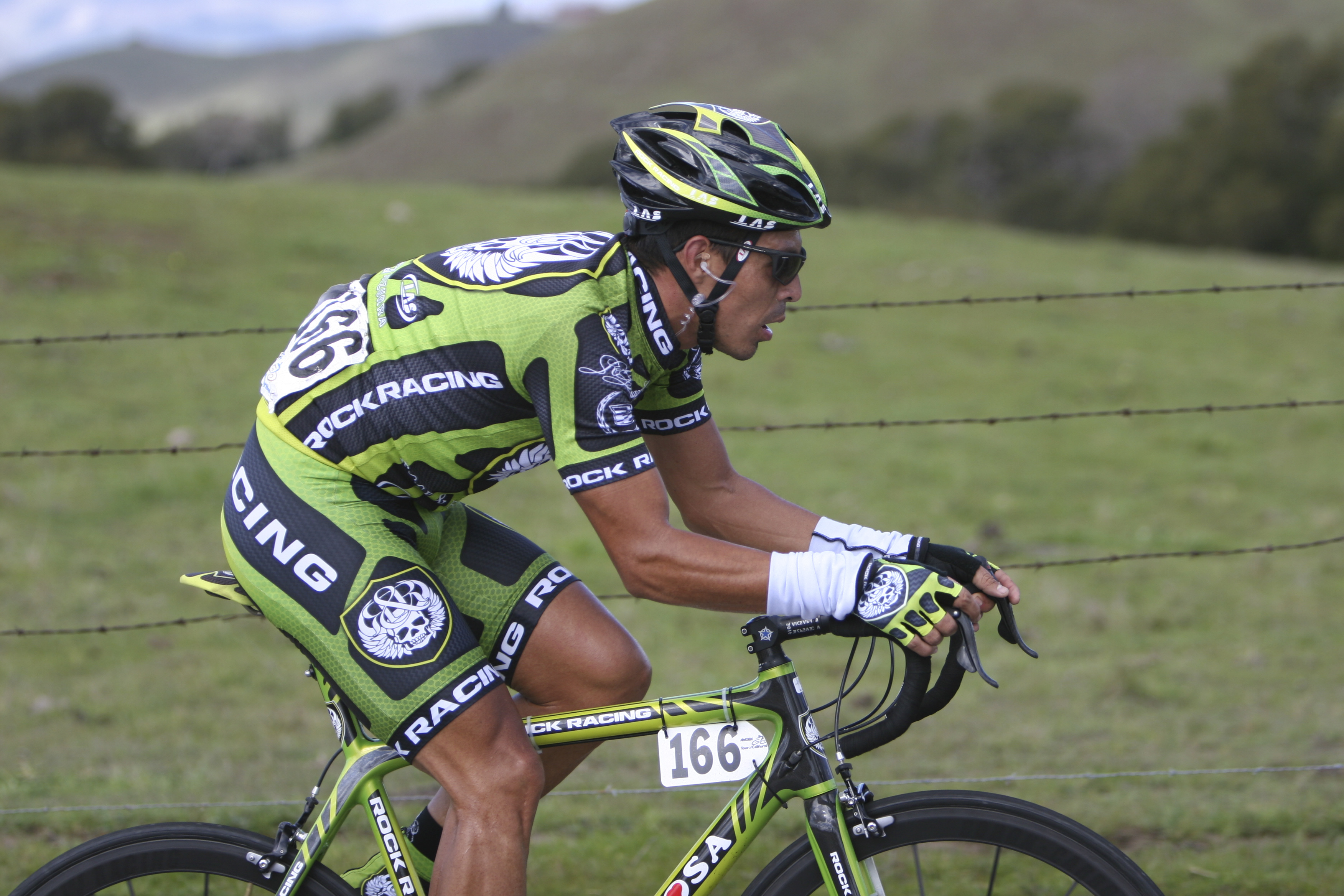
Víctor Hugo Peña en el Tour de California 2008.

Víctor Hugo Peña Grisales (Bogotá, 10 de julio de 1974) es un exprofesional ciclista colombiano. Radicado desde muy joven en la ciudad de Piedecuesta, Santander donde inició su carrera deportiva, primero como nadador y luego como ciclista. Actualmente se desempeña como comentarista deportivo en la cadena ESPN Latinoamérica.y accionista en la sociedad que opera IRONMAN COLOMBIA.

## Historia
Sus primeros pasos como deportista fueron en la natación, donde participó en competencias juveniles y escolares en Piedecuesta, después se inclinó por el ciclismo, deporte que también practicó su padre.
Víctor Hugo inició su carrera profesional en 1997 en el equipo colombiano Telecom-Flavia. Entre sus logros deportivos más importantes se encuentra el haber ganado una etapa en el Giro de Italia 2000, una etapa en la Vuelta a España 2004 (ante la descalificación del estadounidense Tyler Hamilton) y haber vestido el maillot amarillo del líder del Tour de Francia entre la 4.ª y 6.ª etapa en la edición 2003, siendo el primer ciclista latinoamericano en lograrlo.
En 2000 participó en los Juegos Olímpicos de Sídney y en 2004 en los Juegos Olímpicos de Atenas. Se destacó como contrarrelojista y gregario para diferentes equipos.

## Palmarés
1996
- Vuelta de la Juventud de Colombia

1997
- Campeonato de Colombia Contrarreloj

1998
- Gran Premio Internacional - Pony Malta[4]
- 2 etapas Vuelta a Colombia

2000
- 1 etapa del Giro de Italia
- Campeonato Panamericano en Contrarreloj

2002
- Vuelta a Murcia
- 1 etapa del Vuelta a los Países Bajos

2003
- 1 etapa de la Vuelta a Murcia

2004
- 1 etapa de la Vuelta a España

2008
- 1 etapa de la Vuelta a Colombia

2009
- 1 etapa de la Vuelta a Colombia

2010
- 3.º en el Campeonato de Colombia Contrarreloj

2014
- 3.º en el Campeonato de Colombia Contrarreloj

## Resultados engrandes vueltas

### Grandes Vueltas
| Carrera | Carrera         | 1998 | 1999 | 2000 | 2001 | 2002 | 2003 | 2004 | 2005 | 2006  |
| ------- | --------------- | ---- | ---- | ---- | ---- | ---- | ---- | ---- | ---- | ----- |
|         | Giro de Italia  | —    | 63.º | 15.º | —    | —    | —    | —    | —    | 9.º   |
|         | Tour de Francia | —    | —    | —    | 79.º | 73.º | 88.º | —    | —    | 122.º |
|         | Vuelta a España | Ab.  | Ab.  | 45.º | 91.º | Ab.  | —    | 45.º | 27.º | —     |

—: no participa

Ab.: abandono

## Equipos
- Telecom-Flavia (1997)
- Avianca-Telecom (1998)
- Vitalicio Seguros (1999-2000)
- US Postal (2001-2004)
- Phonak Hearing Systems (2005-2006)
- Unibet.com (2007)
- Rock Racing (2008-2009)
- Colombia es Pasión (2010-2011)
  - Café de Colombia-Colombia es Pasión (2010)
  - Colombia es Pasión-Café de Colombia (2011)
- Colombia-Coldeportes (2012)
- Supergiros-Redetrans (2013)[5]
- Aguardiente Blanco del Valle (2014)